# Orthopelma mediator
Orthopelma mediator là một loài tò vò trong họ Ichneumonidae.